# Улянівка (Новоукраїнський район)
Уля́нівка — село в Україні, в Новоукраїнській міській територіальній громаді Новоукраїнського району Кіровоградської області. Населення становить 143 особи.

## Населення
Згідно з переписом УРСР 1989 року чисельність наявного населення села становила 161 особа, з яких 74 чоловіки та 87 жінок.
За переписом населення України 2001 року в селі мешкало 140 осіб.

### Мова
Розподіл населення за рідною мовою за даними перепису 2001 року:
| Мова       | Відсоток |
| ---------- | -------- |
| українська | 93,01 %  |
| російська  | 4,20 %   |
| молдовська | 2,80 %   |